# Lambholmen (Fjell)
Ne doit pas être confondu avec Lambholmen.
Lambholmen est une île dans le landskap Sunnhordland du comté de Vestland. Elle appartient administrativement à Øygarden.

## Géographie
Rocheuse et couverte d'une légère végétation, elle s'étend sur environ 66 m de longueur pour une largeur approximative de 44 m.